# Rolfing
Rolfing, původní název strukturální integrace (dále jen SI), známý také pod názvem Rolfterapie, je alternativní manuální terapie vytvořená dr. Idou Rolf (USA) , propagovaná The Rolf Institute of Structural Integration, která vlastní ochranné známky Rolfing® a Rolfer®.

## Tvrzení proponentů
Principem SI má být nalezení dokonalého vyvážení lidského těla ve vztahu ke gravitačnímu poli, v němž se tělo vzpřímeně pohybuje. Gravitace je tak v SI považována za velmi významný faktor. V ideálním případě je prý tělo gravitaci dokonale přizpůsobeno a jeho pohyb je plynulý a energeticky nenáročný. Naopak tělo, které je dezintegrované – vyosené, údajně funguje s větší energetickou náročností a tím i s větším opotřebováváním. Pomáhat si má tím, že ve fasciální (povázkové) tkáni vytváří tuhé opory, které mohou pohyb zhoršovat, omezovat nebo způsobovat bolest. To má vést ke zhoršení zdravotního stavu nejen na úrovni pohybového aparátu.
Terapie podle SI se snaží během deseti základních sezení uvolnit fasciální tkáně tak, aby se obnovila domnělá přirozená rovnováha těla vůči gravitaci. Uvolňování fasciální tkáně se děje pomocí patentované manuální terapie. Během deseti hodin terapeut pracuje v pojivové tkáni celého těla. Výsledkem je údajně integrované tělo, na které působí gravitace "reflexně".
Ve světě se metoda vyučuje na několika školách, např. The Guild for Structural Integration. V České republice existuje Česká asociace strukturální integrace, která je členem mezinárodní asociace SI (IASI).

## Kritika metody
Ač Idě Rolfové nelze upřít správné anatomické a kineziologické postřehy, obecná fyzioterapie a v českém prostředí zejména odkaz Pražské myoskeletální školy, tuší v jejím důrazu na měkké fascie pouhou reakci na chiropraktiky, kteří nadužívají nárazové manipulace tkání tvrdých (lupnutí v páteři a kloubech). Podobně je v Rolfingu sporný patentovaný systém vzdělávání, cena terapií a "ucelená série" 10 sezení.
Neexistují žádné nezávislé a věrohodné důkazy, že Rolfing je účinný v léčbě jakýchkoli zdravotních či psychických problémů.
Domněnky Rolfingu o paměťovém ukládání traumatických zážitků do různých částí těla nebo o asociaci emocí měkkými tkáněmi, byly popsány jako pseudovědecké.
Skeptici Rolfing kritizují kvůli absenci vědecké podpory pro jeho diagnostické a léčebné metody. Proto byl Rolfing zahrnut na seznam metod považovaných za šarlatánství.